# Gran Premi de Mèxic del 1970
Resultats del Gran Premi de Mèxic de Fórmula 1 de la temporada 1970, disputat al circuit de Ciutat de Mèxic el 25 d'octubre del 1970.

## Resultats
| Pos | No | Pilot                | Equip          | Voltes | Temps/ Retirada   | Pos. de sortida | Punts |
| --- | -- | -------------------- | -------------- | ------ | ----------------- | --------------- | ----- |
| 1   | 3  | Jacky Ickx           | Ferrari        | 65     | 1h 53' 28. 3      | 3               | 9     |
| 2   | 4  | Clay Regazzoni       | Ferrari        | 65     | + 24.64 s         | 1               | 6     |
| 3   | 8  | Denny Hulme          | McLaren - Ford | 65     | + 45.97 s         | 14              | 4     |
| 4   | 12 | Chris Amon           | March - Ford   | 65     | + 47.05 s         | 5               | 3     |
| 5   | 6  | Jean Pierre Beltoise | Matra          | 65     | + 50.11 s         | 6               | 2     |
| 6   | 19 | Pedro Rodríguez      | BRM            | 65     | + 1' 24.76 min.   | 7               | 1     |
| 7   | 20 | Jackie Oliver        | BRM            | 64     | + 1 Volta         | 13              |       |
| 8   | 17 | John Surtees         | Surtees - Ford | 64     | + 1 Volta         | 15              |       |
| 9   | 7  | Henri Pescarolo      | Matra          | 61     | + 4 Voltes        | 11              |       |
| NC  | 23 | Reine Wisell         | Lotus - Ford   | 56     | No classificat    | 12              |       |
| Ret | 15 | Jack Brabham         | Brabham - Ford | 52     | Motor             | 4               |       |
| Ret | 1  | Jackie Stewart       | Tyrrell - Ford | 33     | Suspensions       | 2               |       |
| Ret | 9  | Peter Gethin         | McLaren - Ford | 27     | Motor             | 10              |       |
| Ret | 16 | Rolf Stommelen       | Brabham - Ford | 15     | Alim. combustible | 17              |       |
| Ret | 2  | François Cevert      | March - Ford   | 8      | Motor             | 9               |       |
| Ret | 14 | Graham Hill          | Lotus - Ford   | 4      | Escalfament motor | 8               |       |
| Ret | 11 | Jo Siffert           | March - Ford   | 3      | Motor             | 16              |       |
| Ret | 24 | Emerson Fittipaldi   | Lotus - Ford   | 1      | Motor             | 18              |       |

## Altres
- Pole: Clay Regazzoni 1' 41. 86

- Volta ràpida: Jacky Ickx 1' 43. 110 (a la volta 46)